# 陣屋町駅
陣屋町駅（じんやまちえき）は、北海道室蘭市陣屋町2丁目にある日本貨物鉄道（JR貨物）室蘭本線の貨物駅である。事務管理コードは▲130311。本項目では当駅から分岐した側線の先にあり、当駅構内扱いとなるJR貨物の施設、陣屋町臨港駅（じんやまちりんこうえき）についても述べる。

## 歴史
信号場として開業後、旅客も扱う駅として営業していたが、1970年（昭和45年）に、室蘭市が進めていた陣屋工業用地崎守埠頭の造成、港湾整備計画に応じた鉄道輸送体系の整備のため、市の要請により当駅の側線として新設される室蘭外港臨港線（以下、臨港線）の設置にプラットホームが支障することや、港湾整備に伴う海水浴場の廃止、バス便の増発に伴う利用客の転移・減少を受けて、貨物駅に転換された。しかし、2008年（平成20年）3月12日に最後に残っていた定期の貨物である日本製紙向けの木材チップ輸送がトラック輸送に転換され、同年3月15日のダイヤ改正により、貨物列車の設定が廃止された。現在は臨時の車扱貨物の取扱駅となっている。
| 陣屋町臨港駅と崎守埠頭専用線 1976年撮影、周囲約1km範囲。臨港駅事務所は右端の青い小さな家屋。崎守埠頭の末端まで専用線が敷かれ、木材チップが積込まれている。写真右上には新線上に移設された崎守駅が見える。国土交通省 国土地理院 地図・空中写真閲覧サービスの空中写真を基に作成 |  | 陣屋町貨物駅 1976年の陣屋町貨物駅と臨港線、周囲約1.5km×1km範囲。右が東室蘭方面。写真右上近くのカーブの中央部、海側の灰白色の建物が当駅事務所で、本線はここから東側は新線の造成中であり、まだ海側を通る旧線ラインを使用している。現在ではほぼ直線のトンネル間となり、これにより当駅事務所は少し北側に移動した。また、臨港線の分岐位置も変更されている。 臨港線は左端の臨港駅構内でスイッチバックして、今では埋め立てられてJX製油所の一部となったかつての水面貯木場へ向けて伸びている。国土交通省 国土地理院 地図・空中写真閲覧サービスの空中写真を基に作成 |
| 陣屋町臨港駅と崎守埠頭専用線 1976年撮影、周囲約1km範囲。臨港駅事務所は右端の青い小さな家屋。崎守埠頭の末端まで専用線が敷かれ、木材チップが積込まれている。写真右上には新線上に移設された崎守駅が見える。国土交通省 国土地理院 地図・空中写真閲覧サービスの空中写真を基に作成 |  | 陣屋町貨物駅 1976年の陣屋町貨物駅と臨港線、周囲約1.5km×1km範囲。右が東室蘭方面。写真右上近くのカーブの中央部、海側の灰白色の建物が当駅事務所で、本線はここから東側は新線の造成中であり、まだ海側を通る旧線ラインを使用している。現在ではほぼ直線のトンネル間となり、これにより当駅事務所は少し北側に移動した。また、臨港線の分岐位置も変更されている。 臨港線は左端の臨港駅構内でスイッチバックして、今では埋め立てられてJX製油所の一部となったかつての水面貯木場へ向けて伸びている。国土交通省 国土地理院 地図・空中写真閲覧サービスの空中写真を基に作成 |

### 年表
- 1944年（昭和19年）10月1日：国有鉄道室蘭本線の陣屋町信号場として開業[1]。
- 1950年（昭和25年）12月1日：旅客の取扱いを開始[1]。
- 1953年（昭和28年）7月15日：駅に昇格、陣屋町駅開業[1]。一般駅[1]。
- 1969年（昭和44年）11月：同月末に国鉄札幌鉄道管理局が室蘭市港湾部に、当駅から分岐する臨港線の敷設計画を内示[3]。
- 1970年（昭和45年）
  - 4月30日：国鉄札幌鉄道管理局が臨港線の敷設計画と翌5月限りでの当駅旅客扱い廃止を公に発表[3]。これに対して市民・市当局・市議会は反対運動を3か月に渡り展開したが、廃止の延期のみにとどまり最終的には国鉄案をのむこととなった[3]。
  - 8月1日：前日の23時32分発室蘭行き普通列車を最後に旅客列車の停車がなくなり旅客営業廃止、貨物駅となる[1]。
  - 10月：チップ輸送列車運行開始。
  - 11月21日：陣屋工業団地の水面貯木場、鉱物ばら貨物積み出し設備の臨港鉄道営業開始。
- 1987年（昭和62年）4月1日：国鉄分割民営化によりJR貨物の駅となる[1]。
- 2008年（平成20年）3月12日：この日限りで木材チップの発送を終了。同年3月15日のダイヤ改正により、貨物列車の設定がなくなる。
- 2012年（平成24年）2月3日：ミャンマーへ譲渡されるレール輸送車及びタンク車の船積みのため、4年ぶりに専用鉄道が利用され、以降廃車車両や譲渡車両の搬出に利用されている。

### 駅名の由来
所在地名より。1855年（安政2年）に盛岡藩（南部藩）が恵山岬（現：函館市）から幌別（現：登別市中心部）までの海岸警備を命じられた際に、当地に出張陣屋（モロラン陣屋）が築かれたことによる名称で、現在も国指定史跡として残っている。

## 駅構造
地上駅。本線から臨港線が分岐する基部と、その1.5kmある側線の終端の通称「陣屋町臨港駅」からなる。側線の一部は室蘭本線の旧線を転用したものである。基部には、駅舎のほか上下本線を跨ぐ片渡り線と、本線・側線の分岐点がある。尚、貨物線0番線は現在使用停止となっており、室蘭本線上下本線である、1,2番線のみの供用となっている。

### 陣屋町臨港駅部分

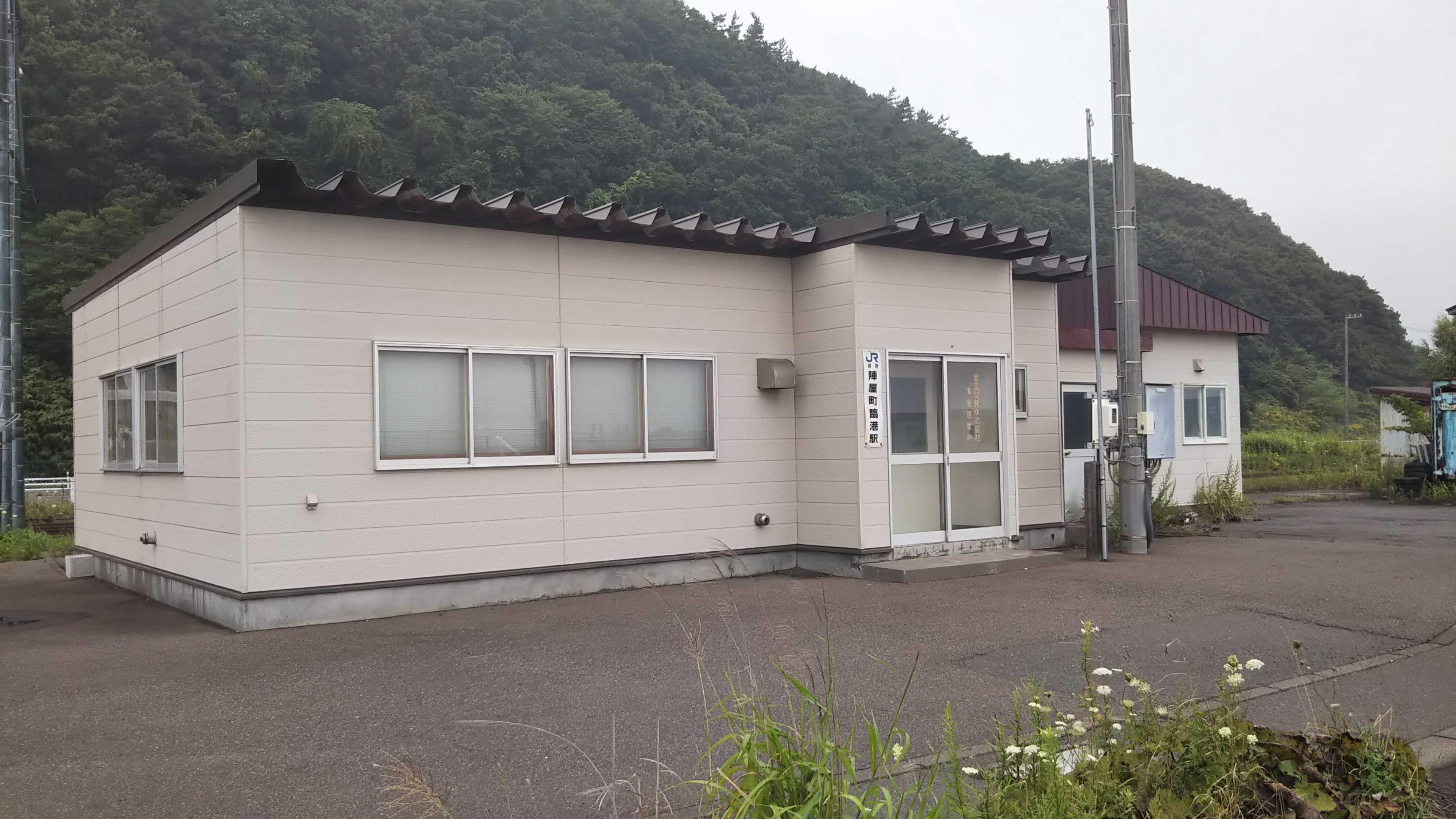
陣屋町臨港駅の駅舎（2019年8月）

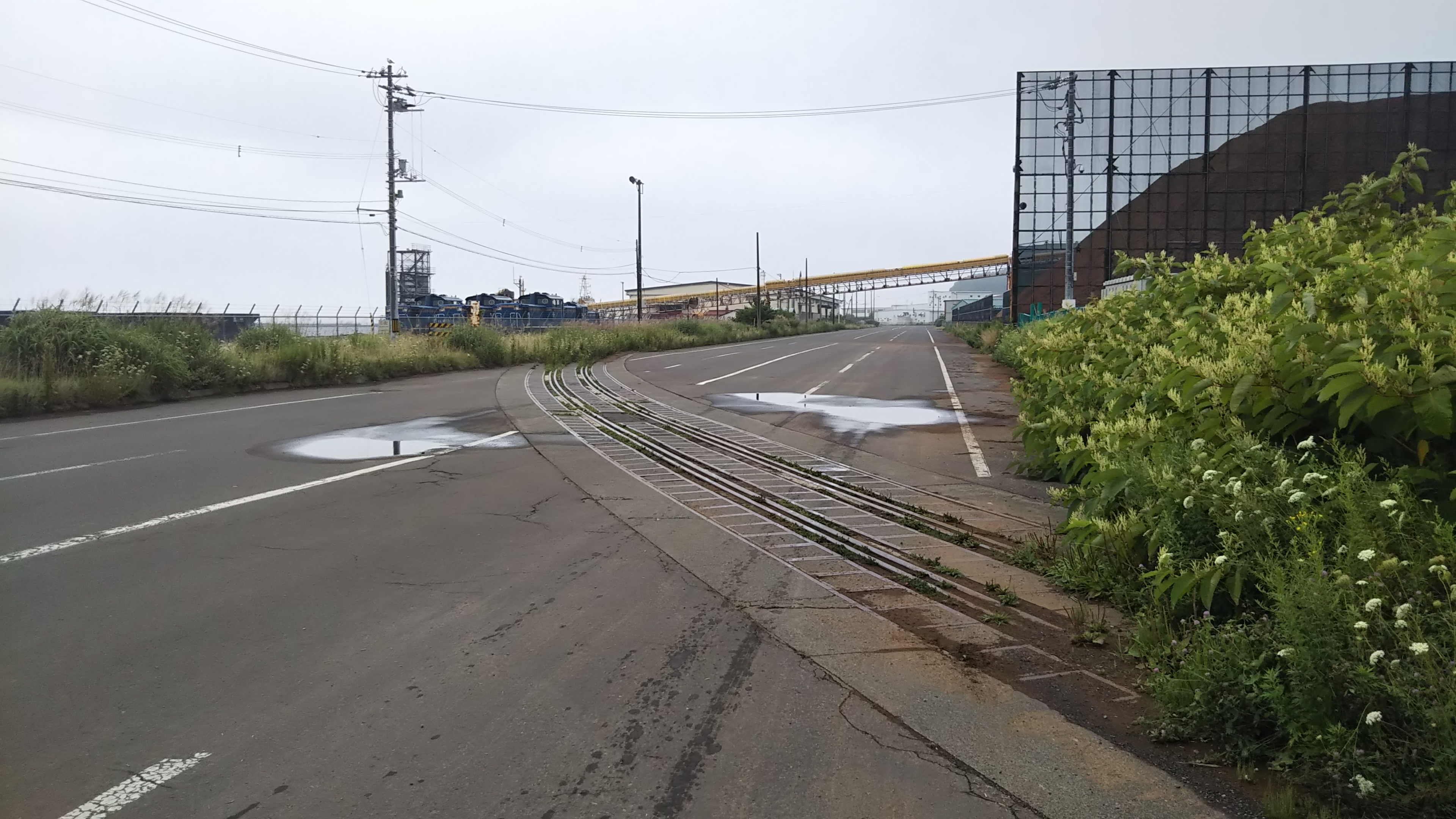
専用線（海手線）の踏切

陣屋町臨港駅（じんやまちりんこうえき）は、室蘭市崎守町（北緯42度22分3.6秒 東経140度55分48.3秒 / 北緯42.367667度 東経140.930083度）にあるJR貨物の施設である。陣屋町駅から分岐する1.5kmの側線の終端にある。独立した駅舎があり「陣屋町臨港駅」の名称も掲げられているが、正式には陣屋町駅の構内の扱いである。
駅から西側へ留置線が数本、後述する専用線の山手線に沿って設置されている。
駅西側には、第三セクターの室蘭開発（株）が室蘭市から運営を委託されている崎守埠頭公共臨港線 山手線（835 m）と海手線（1,565 m）の2本の専用線が分岐している。
山手線には木材チップ（パルプ・紙の原料）を無蓋車に積み込む設備があり、列車設定時は室蘭港で陸揚げされる日本製紙白老工場（萩野駅隣接）向けの木材チップの荷役作業が行われていたが、2008年3月以降はトレーラによる輸送となっている。末期まで設定されていた貨物列車は専用貨物列車で、萩野駅との間に1日1往復運行されていた。かつては国鉄トラ90000形貨車が使用されていたが、後に専用に改造されたワム480000形有蓋貨車に置き換えられた。
海手線には、中国や韓国との外国貿易コンテナ定期航路用岸壁のコンテナヤードに隣接するコンテナホームがあるが、試験的に設置されたもので使用されていない。その先には臨港道路と交差する踏切があり、埠頭の先まで線路が伸びるが使用されていない。
かつては現・JX埠頭埋立地の西側（陣屋町臨港駅の東側）に市営の陣屋町工業団地があり、鉱物ばら貨物用岸壁のヤードや水面貯木場が設けられていて陣屋町臨港駅から公共臨港線が伸びていたが、日本石油精製室蘭製油所（現・ENEOS室蘭事業所）の生産拡大計画を受けた室蘭市がこの敷地を日本石油精製へ売却し、これらの施設や軌道は撤去された。

## 利用状況

### 旅客
- 1960年（昭和35年）の1日利用者（乗客数か乗降客数かは不明）は350人（同年がピーク）[3]。
- 1969年（昭和44年）の1日利用者（乗客数か乗降客数かは不明）は96人[3]。

### 貨物
- 2005年度の発送貨物は101,514トン、到着貨物は0トンであった。

## 鉄道車両の譲渡・解体場所としての活用
前述の通り、2008年3月12日に日本製紙向けの木材チップ輸送がトラック輸送に転換されて以降、貨物輸送には使用されていない状態が続いているが、近年、JR北海道で廃車となった車両の海外への譲渡や解体に使用されている。
- 2007年：北海道ちほく高原鉄道CR70形気動車のうち3両が専用線に運び込まれ、ミャンマーへ向けて譲渡されている[6]。
- 2012年（平成24年）
  - 2月3日：廃用となったタンク車14両とレール輸送車（チ50000・チラ50000）12両を室蘭港からミャンマーへ譲渡するために上記の専用線が4年ぶりに用いられることになり、室蘭開発がその荷役作業に当たった[7][8]。その後、タンク車とレール輸送車は崎守埠頭に留置されていた。
  - 5月21日：2月から留置されていた貨車などが同日から船積み作業が行われ、翌22日夕方、ミャンマーへ向けて出港した[6]
- 2015年（平成27年）
  - 5月：「寝台特急・北斗星」の運行縮小により過剰となった24系客車と、札幌圏で置き換えが進められ引退した711系電車がJR貨物DF200形機関車により構内に引き入れられ、室蘭開発のスイッチャーが現地で入れ替えに当たったが、どちらも他社への譲渡の予定はなく解体前提での留置となった。
  - 7月6日：5月から留置されていた711系電車の解体が着手された[9]。
  - 9月14日：同じく5月から留置されていた24系客車19両の解体も始まり[10]、11月までに全車の解体が終了した。
  - 11月：北斗星を牽引していたJR北海道DD51形機関車が数両のホッパー車と共に入線し、ミャンマーへ輸出される。
- 2016年（平成28年）
  - 4月12日：前月のダイヤ改正をもって廃止された急行「はまなす」に使用された14系客車が札幌運転所から当駅構内に回送された。当面留置の後、解体予定となっている[11]。
  - 7月5日：急行はまなすの運行終了により余剰となったJR北海道DD51形が8両、輸出のため当駅まで輸送された。陣屋町駅まではJR貨物DF200形の牽引により異例の8重連で構内に引き入れられ、駅構内では室蘭開発のスイッチャーが入れ替えに当たった。当面は構内に留置され、年内にもミャンマーへ輸出される予定であった[12]。

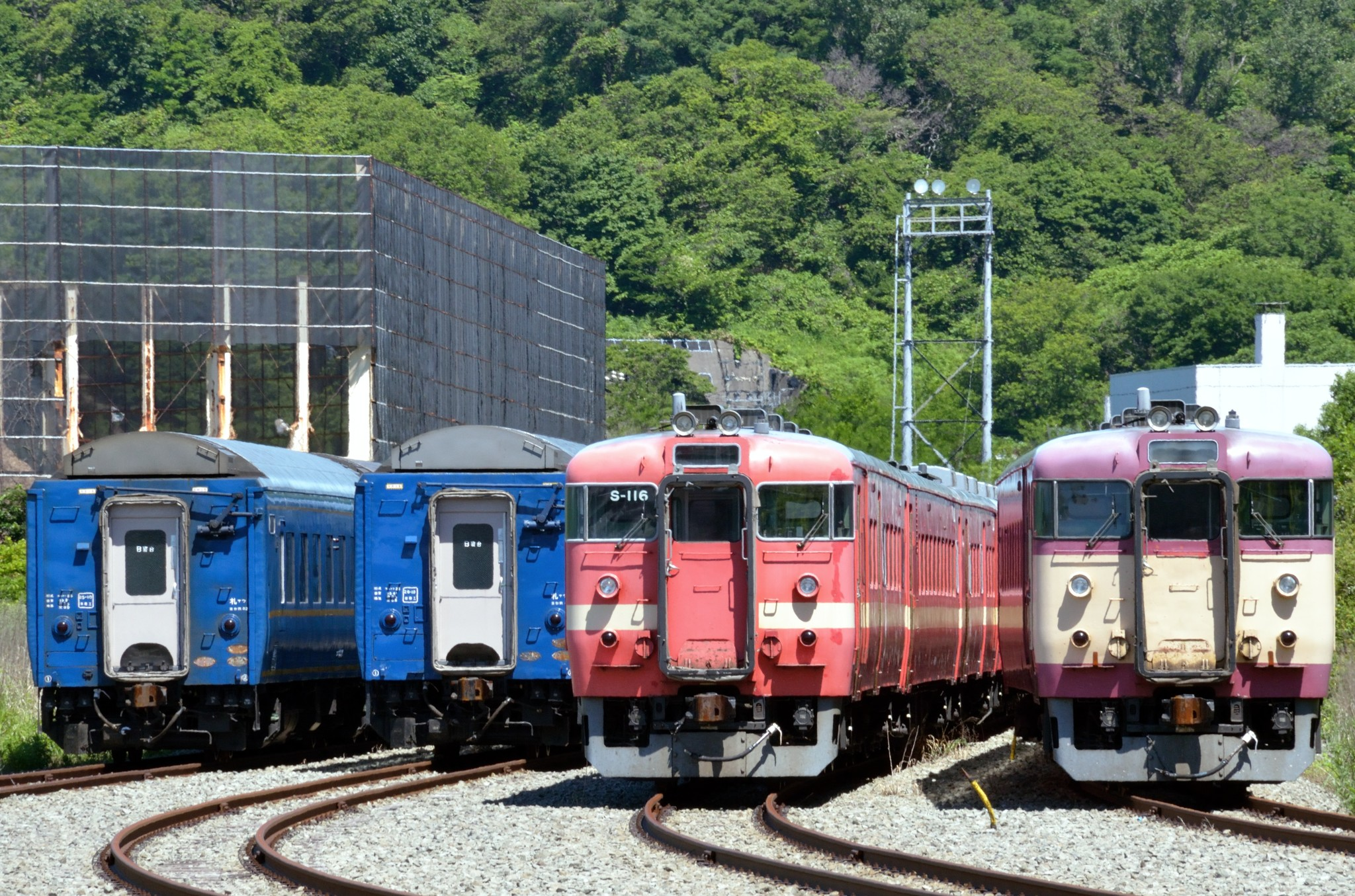
陣屋町臨港駅構内に運び込まれた711系と24系（2015年7月）
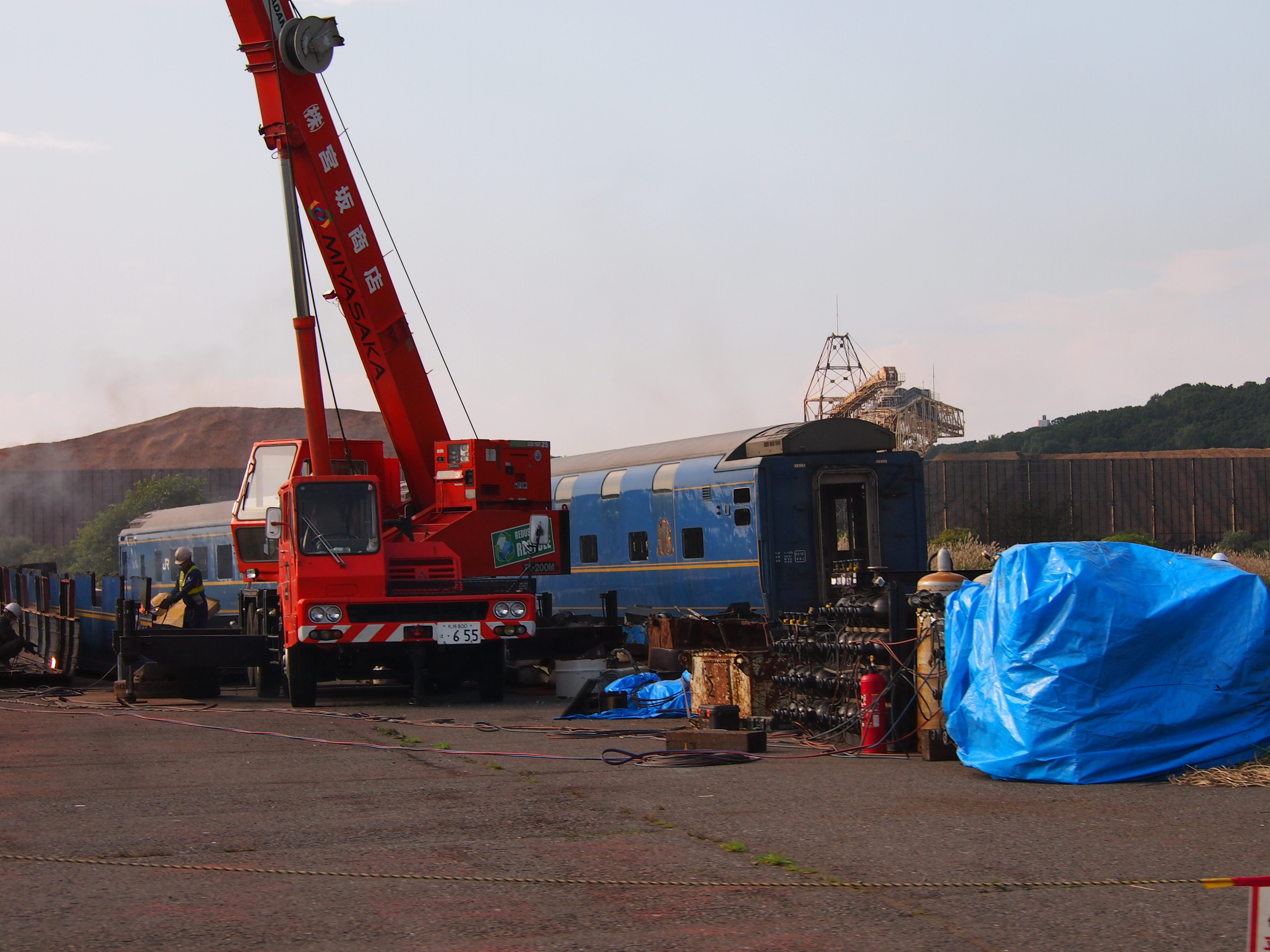
陣屋町臨港駅構内で解体される24系客車（2015年9月）
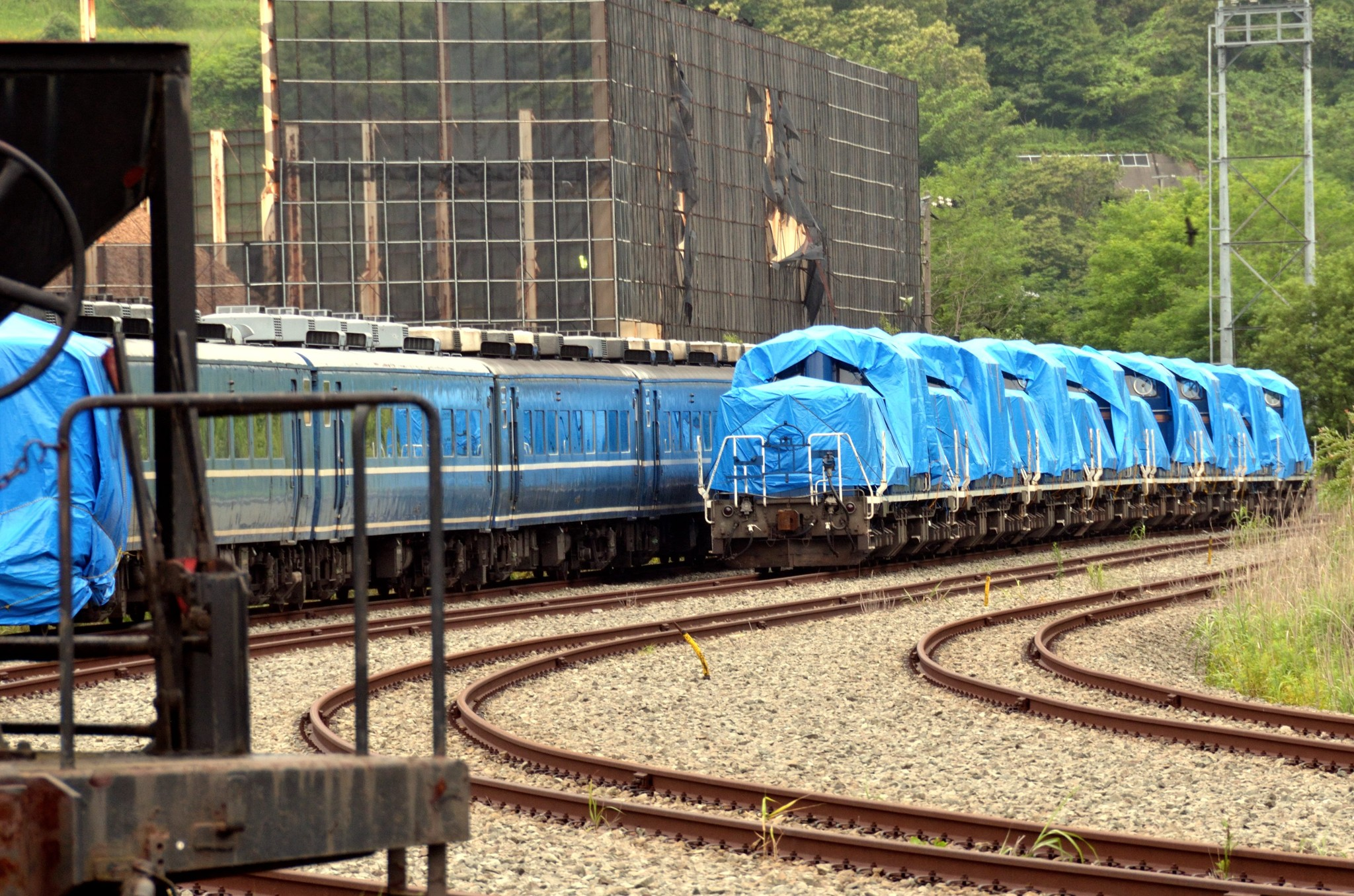
陣屋町臨港駅構内に運び込まれた14系とDD51形（2016年7月）
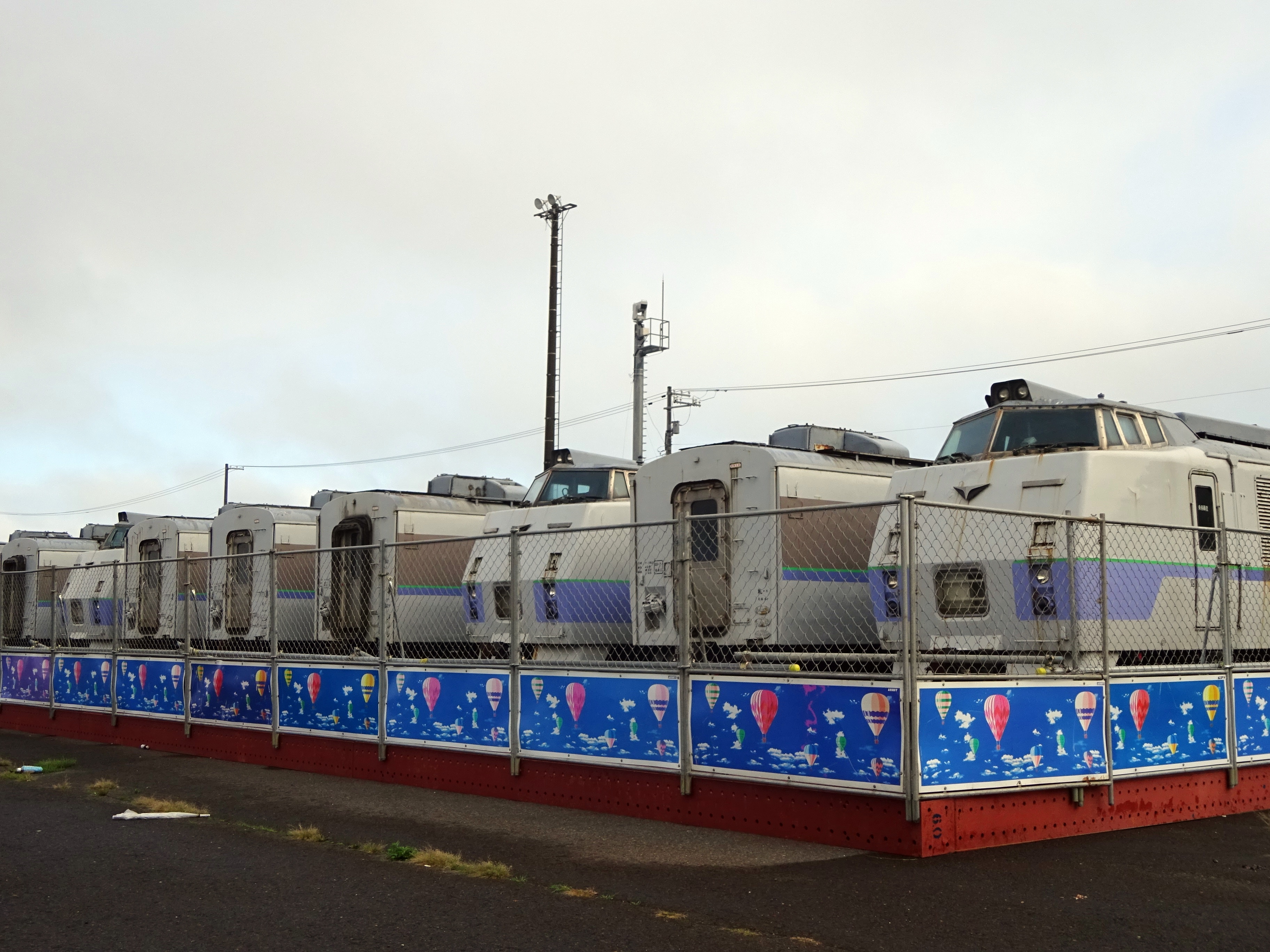
タイ王国に輸出のため、室蘭港崎守埠頭に運び込まれた183系（2020年9月）

## 駅周辺
- 国道37号
- 道央自動車道室蘭インターチェンジ
- 白鳥大橋
- ENEOS室蘭事業所
- 室蘭港崎守埠頭
- 南部藩モロラン陣屋跡（国指定史跡）
- 室蘭市民俗資料館
- 道南バス「陣屋」停留所

## 隣の駅
北海道旅客鉄道（JR北海道）
■室蘭本線
崎守駅 - （貨）陣屋町駅 - 本輪西駅